# 聖馬丁希洛特佩克
聖馬丁希洛特佩克（西班牙語：San Martín Jilotepeque），是危地馬拉的城鎮，位於該國中部，由奇馬爾特南戈省負責管轄，面積251平方公里，海拔高度1,783米，2002年人口58,578，人口密度每平方公里233.38人。
14°47′N 90°48′W / 14.783°N 90.800°W